# المريخي (فلم)
المريخي (بالإنجليزية: The Martian) هو فيلم خيال علمي أمريكي صدر سنة 2015 وأخرجه ريدلي سكوت. بُني سيناريو الفيلم على رواية المريخ لأندي وير، وقد تولى مُهمة كتابة السيناريو درو جودارد. يتحدث الفيلم عن كفاح رائد فضاء (مات ديمون) من أجل البقاء على قيد الحياة على سطح المريخ، وجهود إنقاذه وإعادته إلى الأرض. الفيلم من بطولة كُل من مات ديمون وجيسيكا شاستين وجيف دانيلز وكريستين ويج وشيويتل إيجيوفور وشون بين ومايكل بينيا وكيت مارا وسيباستيان ستان وأكسيل هيني وماكنزي ديفيس ودونالد جلوفر وبنديكت وونغ.
أُنتج الفيلم من خلال شركة توينتيث سينشوري فوكس، وهُو إنتاج مشترك بين المملكة المتحدة والولايات المتحدة. بدأ المُنتج سيمون كينبرج في تطوير الفيلم بعد أن حصلت شركة فوكس على حقوق الرواية في مارس 2013، والتي كيفها درو جودارد في سيناريو أولي. حل سكوت محل جودارد واختير ديمون ليكون الشخصية الرئيسية في الفيلم. بدأ التصوير الرئيسي في نوفمبر 2014 واستمر قُرابة 70 يومًا. بُني 20 موقع تصوير داخل بناية عازلة للصوت بغرض تصوير مشاهد الفيلم في بودابست عاصمة المجر. كما صُورت بعض المشاهد خُصوصا الخارجية منها في وادي رم في الأردن.
عُرض الفيلم لأول مرة يوم 11 سبتمبر 2015 في مهرجان تورنتو السينمائي الدولي، ثُم عُرض بعدها في لندن في 24 سبتمبر 2015. صدر الفيلم في المملكة المتحدة في 30 سبتمبر 2015، وفي الولايات المتحدة في 2 أكتوبر 2015 بجودات 2D و3D وIMAX 3D و4DX. حقق الفيلم إيرادات عالمية تجاوزت 630 مليون دولار، مكنته من أن يكون الفيلم العاشر ضمن قائمة الأفلام الأعلى دخلا في سنة 2015. تلقى الفيلم مُراجعات إيجابية من النقاد، وأثنى هؤلاء بشكل خاص على الإخراج والمُؤثرات البصرية والموسيقى التصويرية والسيناريو والدقة العلمية في الفيلم. حصل «المريخي» على العديد من الجوائز، أبرزُها كانت جائزة الغولدن غلوب لأفضل فيلم موسيقي أو كوميدي وجائزة هوغو لأفضل عمل درامي سنة 2016، كما نال الفيلم 7 ترشيحات في حفل توزيع جوائز الأوسكار الثامن والثمانين، من بينها الترشيح لجوائز أفضل فيلم وأفضل سيناريو مقتبس. فاز مات ديمون بجائزة غولدن غلوب لأفضل مُمثل في فيلم موسيقي أو كوميدي، ورُشح للعديد من الجوائز والتي من بينها جائزة الأوسكار لأفضل ممثل، وجائزة البافتا لأفضل ممثل في دور رئيسي، وجائزة اختيار النقاد لأفضل ممثل.

## القصة

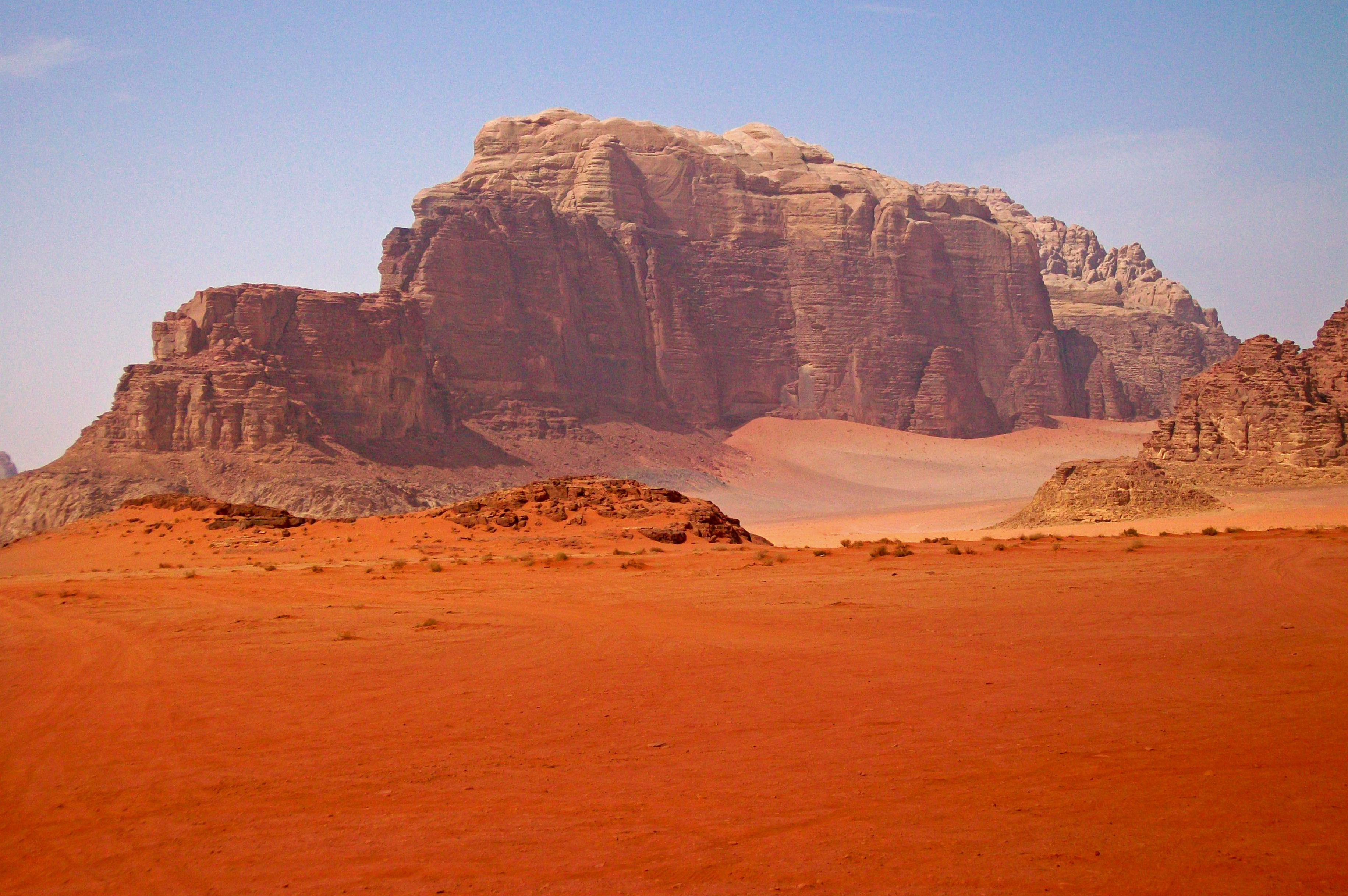
وادي رم في الأردن، أحد مواقع تصوير مشاهد فيلم المريخ.

تدور أحداث الفيلم أثناء مهمة بشرية لكوكب المريخ، حيث يتم اعتبار رائد الفضاء مارك واتني (مات ديمون) في عداد الموتى، بعد عاصفة رهيبة دفعت طاقمه للتخلي عنه، لكن (واتني) ينجو ليجد نفسه تقطعت به السبل وحيدًا في كوكب ذي بيئة معادية، وبإمدادات هزيلة يجب عليه الاعتماد على ما لديه من براعة، وذكاء ، وشجاعة لكي يستمر على قيد الحياة، ويجد طريقة لبث رسالة إلى كوكب الأرض بأنه لا يزال حيا. وعلى بعد ملايين الكيلومترات تعمل وكالة ناسا وفريق دولي من العلماء لجلبه إلى الوطن، وفي نفس الوقت يخطط زملاؤه في طاقم الرحلة لمهمة إنقاذ جريئة إن لم تكن مستحيلة أيضًا، وبينما تتكشف قصص شجاعة لا تُصدق، يتعاون العالم كله من أجل عودة (واتني) سالمًا .

## طاقم التمثيل
- مات ديمون في دور مارك واتني، عالم نبات وهُو جُزء من فريق مُهمة آريس 3 (بالإنجليزية: Ares III).
- جيسيكا شاستاين في دور القائدة ميليسا لويس، عالمة وجيولوجية وقائدة مُهمة آريس 3.
- كريستين ويج في دور آني مونتروز، مُديرة التواصُل في ناسا.
- جيف دانييلز في دور ثيودور "تيدي" ساندرز، مُدير ناسا.
- مايكل بينا في دور الرائد ريك مارتينيز، رُبان سفينة الفضاء الخاصة بمُهمة آريس 3.
- شون بين في دور ميتش هندرسون، مدير رحلة هيرميس.
- كايت مارا في دور بيث جوهانسن، مُشغلة النظام في مُهمة آريس 3.
- سيباستيان ستان في دور الدكتور كريس بيك، جراح طيران ضمن مُهمة آريس 3.
- أكسل هني في دور الدكتور أليكس فوغل، كيميائي ألماني ضمن مُهمة آريس 3.
- ماكنزي ديفيس في دور ميندي بارك، مُخطط الأقمار الصناعية في مراقبة المهمة.
- بيندكت وونغ في دور بروس نغ، مُدير مختبر الدفع النفاث.
- دونالد غلوفر في دور ريش بورنيل، عالم فلك في مختبر الدفع النفاث.
- تشين شو  [لغات أخرى]‏ في دور زو تاو، نائب كبير العلماء في إدارة الفضاء الوطنية الصينية.
- إيدي كو في دور غو مينغ، كبير العُلماء في إدارة الفضاء الوطنية الصينية.
- شيواتال إيجيوفور في دور فنسنت كابور، مُدير المُهمات نحو المريخ في ناسا.[6][7]

### اختيار الممثلين
استعدت شاستين لدورها من خلال لقاء رواد فضاء وعلماء في مختبر الدفع النفاث ومركز لندون بي جونسون للفضاء. استلهمت جيسيكا إلهامها من رائدة الفضاء الأمريكية تريسي كالدويل دايسون، وقد وصفت جيسيكا شخصيتها بالقول :«إنها حقيقية وواقعية وواضحة جدًا. تتعامل شخصيتي مع الشعور بالذنب لترك أحد أفراد الطاقم ورائها، لكنها لا تزال مسؤولة عن حياة خمسة من زملائها في الطاقم. حاولت أن ألعب الدور كما كانت تريسي في تلك اللحظات». أعد ديمون للدور بطريقة مختلفة عن شاستاين. وأوضح في هذا الصدد : «بالنسبة لي، كانت عملية التدريب هي الجلوس مع ريدلي ومُراجعة سيناريو الفيلم سطراً بسطر ولحظة بلحظة، ولعب خطة هجوم لما أردنا أن يحققه كل مشهد.»
انتقدت شبكة ميديا أكشن للأمريكيين الآسيويين «مانا» اختيار المُمثلة ذات البشرة البيضاء ماكنزي ديفيس للعب دور ميندي بارك التي قالت إن المؤلف أندي وير وصفها بأنها أمريكية كورية. كما انتقدت المجموعة اختيار شيويتل إيجيوفور في دور فنسنت كابور، الذي حسب شبكة '«مانا» هُو شخصية هندية آسيوية. في الرواية، كان اسم الشخصية هو فينكات كابور، وهو يعرف دينيًا بأنه هندوسي (معمداني وهندوسي في الفيلم). قالت المجموعة إن الممثلين الآسيويين محرومون من فرص التمثيل في هوليوود. صرح أندي وير في أكتوبر 2015 بأنه ينظر إلى ميندي بارك على أنها كورية، لكنه قال إنه لم يكتب صراحة في السيناريو على أنها كورية. كما رفض انتقادات البعض لأداء إيجيوفور لشخصية كابور قائلا: «[كابور] أمريكي. يأتي الأمريكيون من عدة مصادر مختلفة. يمكنك أن تكون فينكات كابور وذو بشرة سوداء.» في الرواية الأصلية، تجنب وير عن عمد تضمين أوصاف ومظاهر شخصياته.
اختيرت نعومي سكوت لأداء شخصية ريوكو، أحد أعضاء فريق مختبر الدفع النفاث، كما وصورت مشاهدها، لكن هاته الأخيرة أزيلت من الصيغة النهائية للفيلم.

## الإنتاج

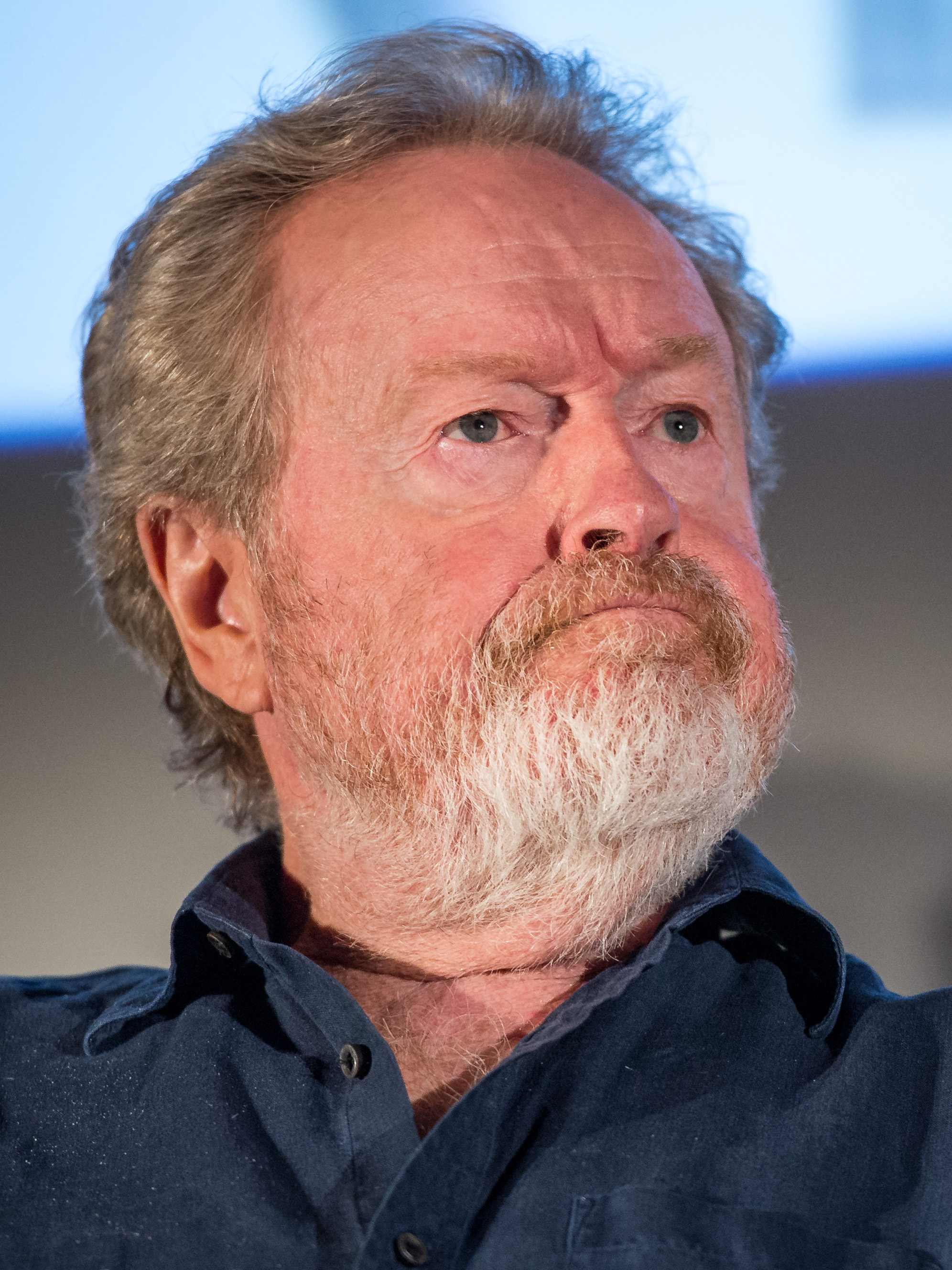
المُخرج ريدلي سكوت

- ريدلي سكوت – مُخرج، ومُنتج.
- سيمون كينبرج – مُنتج
- مايكل شايفار[الإنجليزية] – مُنتج.
- أديتيا سود – مُنتجة.
- مارك هوفام[الإنجليزية] – مُنتج.
- درو جودارد – كاتب سيناريو، ومُنتج تنفيذي.
- آندي وير – كاتب.
- داريوش فولسكي[الإنجليزية] – مُصور سينمائي.
- آرثر ماكس – مُصمم إنتاج.
- جانتي ياتيس[الإنجليزية] – مُصممة أزياء.
- بييترو سكاليا[الإنجليزية] – مونتير.
- هاري جريجسون ويليامز – تركيب موسيقى الفيلم.

### التصوير
اختيرت استوديوهات كوردا والتي تقع على بُعد 26 كيلومتر (16 ميل) غرب بودابست عاصمة المجر لتصوير المشاهد الداخلية من الفيلم، لكونها تتوفر على واحدة من أكبر استوديوهات التصوير في العالم. بدأ التصوير الرئيسي للفيلم في المجر في 24 نوفمبر 2014. أُنشئ ما مجموعه 20 موقع تصوير خاص بالفيلم، وقد استُعين في التصوير بكاميرات ثلاثية الأبعاد. زُرعت بطاطس حقيقية في إحدى مواقع التصوير، وذلك في أوقات مُختلفة بغرض عرض مراحل النمو المختلفة في مشاهد الفيلم. صنع فريق من ستة أشخاص 15 بذلة لاستخدامها في عملية التصوير. صُورت المشاهد الخارجية للفيلم في وادي رم في الأردن، وهُو من أحد مواقع التراث العالمي لليونسكو في الأردن، وذلك على مدار ثمانية أيام خلال شهر مارس 2015. صُورت مشاهد من عدة أفلام أُخرى في هذا الوادي، لعل أبرزها فيلم "الكوكب الأحمر" (بالإنجليزية: Red Planet) (2000)، وفيلم "مُهمة إلى المريخ" (بالإنجليزية: Mission to Mars) (2000)، وفيلم الأيام الأخيرة على سطح المريخ" (بالإنجليزية: The Last Days on Mars) (2013). استمرت فترة تصوير مشاهد الفيلم حوالي 70 يومًا. بُني نموذج خاص لمركبة المريخ من أجل التصوير، وقد أهدى طاقم الفيلم وفريقه العربة الجوالة إلى الأردن مُقابل الضيافة التي تلقوها. العربة الجوالة معروضة الآن في متحف السيارات الملكي الأردني.

## الصدور

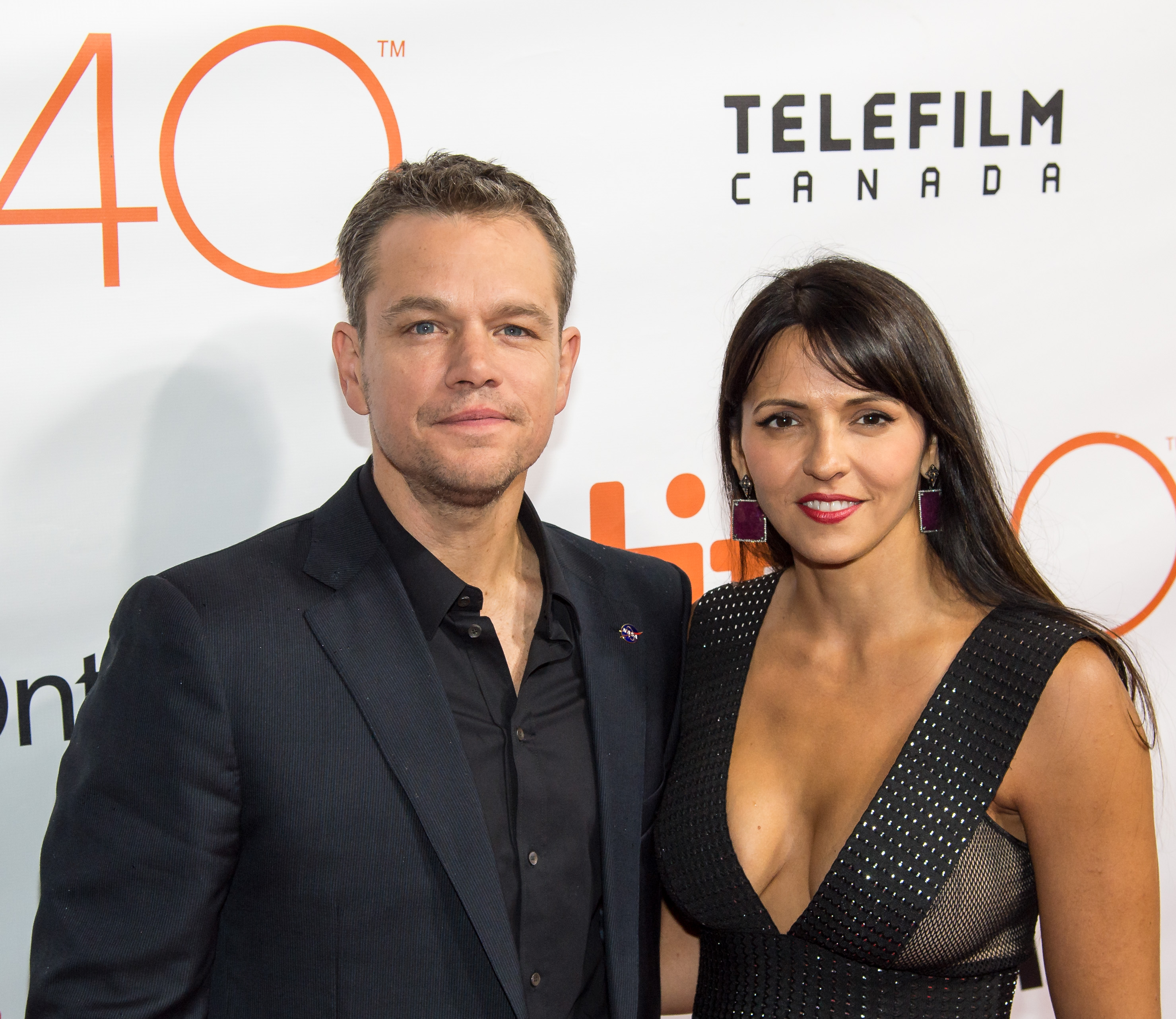
مات ديمون وزوجته لوسيانا بوزان باروسو في دورة سنة 2015 من مهرجان تورونتو السينمائي الدولي

عُرض فيلم المريخي لأول مرة في دورة سنة 2015 من مهرجان تورونتو السينمائي الدولي وبالضبط يوم 11 سبتمبر 2015. ثُم عُرض بعدها في مُعاينة مُسبقة في مهرجان نيويورك السينمائي يوم 27 سبتمبر 2015. عُرض الفيلم أيضًا في مهرجان فانتاستيك فيست في مدينة أوستن في ولاية تكساس، وذلك يوم 29 سبتمبر 2015. صدر الفيلم بتنسيق دولبي فيجن في مسارح دولبي في أمريكا الشمالية.

## الاستقبال النقدي
تلقى الفيلم مراجعات إيجابية من قبل النقاد. الفيلم حصل على تقييم 92% على موقع روتن توميتوز، بناءً على 112 مراجعة، مع متوسط تقييم 7.6/10 الأجماع النقدي في الموقع نص على: «ذكي ومثير ومضحك، المريخي يقدم أقتباس مخلص للكتاب الأفضل مبيعاً ويبرز أفضل ما لدى ممثله الرئيسي مات ديمون والمخرج ريدلي سكوت.» ميتاكريتيك أعطى الفيلم 77 من 100 بناءً على 22 مراجعة نقدية.

## الجوائز والترشيحات
ضمن العديد من النقاد فيلم المريخي ضمن قوائم أفضل عشرة أفلام لعام 2015. حصل الفيلم على العديد من الجوائز والترشيحات، بما في ذلك 26 ترشيح لجائزة أفضل فيلم، و20 ترشيح لجائزة أفضل مُخرج (ريدلي سكوت)، و19 ترشيح لجائزة أفضل مُمثل (مات ديمون)، وذلك في مُختلف حفلات توزيع الجوائز الخاصة بالأفلام. اختارت معهد الفيلم الأمريكي فيلم المريخي كواحد من أفضل عشر أفلام في سنة 2015. حصل الفيلم أيضا على جائزتي غولدن غلوب هُما جائزة أفضل فيلم موسيقي أو كوميدي وجائزة أفضل مُمثل في فيلم موسيقي أو كوميدي والتي حصل عليها مات دايمون، فيما رُشح ريدلي سكوت لجائزة أفضل مُخرج. تلقى الفيلم تسعة ترشيحات ضمن جوائز جمعية نقاد البث السينمائي، من بينها جوائز أفضل فيلم وأفضل مُخرج وأفضل مُمثل وأفضل سيناريو مقتبس وأفضل تأثيرات بصرية. رُشح الفيلم أيضا للتنافُس على نيل سبع جوائز أوسكار، من بينها جائزة أفضل فيلم وجائزة أفضل ممثل وجائزة أفضل سيناريو مقتبس.
حاز فيلم المريخي على جائزة أفضل فيلم لسنة 2015 ضمن تصنيف لأفضل 10 أفلام أُنتجت خلال تلك السنة ويُصدره المجلس الوطني للمُراجعة، كما حصل على جوائز أفضل مخرج وأفضل مُمثل وأفضل سيناريو مقتبس. كما فاز الفيلم بجائزة أفضل عشرة أفلام لسنة 2015 والتي تُقدمُها جمعية نقاد السينما الأمريكية الأفريقية. حصل الفيلم أيضا على ثمانية ترشيحات خلال حفل توزيع جوائز ساتالايت بما في ذلك جائزة أفضل فيلم، وجائزة أفضل مخرج، وجائزة أفضل مُمثل في فيلم سينمائي، وجائزة أفضل سيناريو مُقتبس، وجائزة أفضل تأثيرات بصرية.
اختير فيلم المريخي كأحد أفضل الأفلام لعام 2015 من قبل أكثر من 50 من ناقدا، كما احتل المرتبة السابعة على قائمة موقع الطماطم الفاسدة والمرتبة الثالثة عشر ضمن قائمة موقع ميتاكريتك لأفضل الأفلام في سنة 2015.
سُمي «سولانوم واتني» (بالإنجليزية: Solanum watneyi)، وهُو نوع من طماطم الأدغال في أستراليا، على اسم شخصية مارك واتني. كما يُعد هذا النوع من الطماطم عُضوا من نفس جنس البطاطس الذي هُو سولانوم.

## وصلات خارجية
لا توجد روابط لمواقع التواصل الاجتماعي.

- مقالات تستعمل روابط فنية بلا صلة مع ويكي بيانات
- الموقع الرسمي